# Dehiba
Dehiba (em árabe: بئر الأحمر) é uma cidade do sul da Tunísia e a capital da delegação (espécie de distrito ou grande município) homónima, a qual faz parte da província (gouvernorat) de Tataouine. Em 2004, o  município tinha 8 418 habitantes.
Situa-se em pleno deserto do Saara, a 4 km da fronteira com a Líbia (a localidade líbia mais próxima é Wazzin, situada 9 km a sul de Dehiba), 127 km a sul-sudeste de Tataouine, 177 km a sul de Medenine, 270 km a sul-sudeste de Gabès e 650 km a sul de Tunes (distâncias por estrada).

## Incidentes durante a Guerra Civil Líbia
Durante a Guerra Civil Líbia, o posto fronteiriço de Dehiba tornou-se um ponto crucial para o transporte de abastecimentos aos civis perseguidos e para as tropas rebeldes da frente das montanhas das Nafusa. Foram montados campos de tendas perto de Dehiba para alojar os refugiados fugidos da Líbia, na sua maior parte habitantes das fortemente disputadas localidades das montanhas próximas. As populações de ambos os lados da fronteira são maioritariamente berberes que partilham uma cultura e língua comuns e mantêm laços familiares.
Ocorreram escaramuças entre rebeldes anti-Kadhafi e tropas governamentais líbias pelo controlo da passagem fronteiriça, as quais alastraram até à cidade e aos arredores. Há relatos de tropas tunisinas envolvidas em trocas de tiros. A 29 de abril de 2011, na sequência da batalha de Wazzin, forças afetas a Kadhafi dispararam obuses sobre a cidade a partir do território líbio, causando estragos em edifícios e provocando pelo menos um ferido. Na mesma altura, um dos veículos líbios entrou na cidade para perseguir um grupo de rebeldes; nos dias anteriores milhares de combatentes líbios tinham fugido para a Tunísia via Dehiba.
A 17 de maio e a 14 de junho, as tropas governamentais líbias lançaram rockets desde o outro lado da fronteira para os arredores de Dehiba, mas dessa vez não causaram estragos.